# Nekrolog 1399
Nekrolog
◄◄
| ◄
| 1395
| 1396
| 1397
| 1398
| 1399 | 1400 | 1401 | 1402 | 1403 | ► | ►►
Weitere Ereignisse | Allgemeiner Nekrolog 1399
Die Beschreibung der verstorbenen Person sollte so kurz wie möglich gehalten sein und nur deren signifikante Tätigkeit(en) enthalten.
Neue Namen ggf. auch unter dem Geburts- und Sterbedatum, also etwa unter 1. Januar und im Geburts- und Sterbejahr (2024) eintragen (nur bei entsprechender großer Wichtigkeit). Für Beispiele siehe die schon vorhandenen Artikel.
Außerdem über die fünf zuletzt Verstorbenen, zu denen es einen ausreichend guten Artikel für eine Präsentation auf der Hauptseite gibt, nach der todesbedingten Überarbeitung der Artikel ggf. auch unter Wikipedia Diskussion:Hauptseite informieren und sie am besten auch in den anderen Wikipedia-Sprachversionen eintragen. Tipp: Regelmäßig bei news.google.de nach „ist tot“, „gestorben“ oder „verstorben“ suchen.
Wenn eine Person gestorben ist, gibt es viele Seiten zu dieser Person in der Wikipedia, die davon auch betroffen sind und entsprechend aktualisiert werden müssen. Beispiele: Namenübersichtsseite, Geburtsjahr, Geburtsort-Seiten und viele mehr.
Wie finde ich die betroffenen Seiten?
Im Suchfeld auf der linken Seite gibt man den Suchbegriff so ein: „Vorname Nachname“. Dann klickt man auf Volltext und alle Seiten mit entsprechendem Suchtext werden aufgerufen. Hier sieht man dann schnell, wo auch das Todesjahr Sinn macht oder sogar ein Teil des Artikels angepasst werden muss. Auch hilft das „Werkzeug“ auf der linken Seite sehr gut, um solche Seiten aufzufinden: „Links auf diese Seite“. Somit ist die Wikipedia wieder aktuell in allen Bereichen! Hinweis: bei Eintragung der Kategorie „Gestorben JAHR“ wird der Missbrauchsfilter 49 ausgelöst, was jedoch nicht schlimm ist. Siehe: Spezial:Missbrauchsfilter/49
Dies ist eine Liste von im Jahr 1399 verstorbenen bekannten Persönlichkeiten. Die Einträge erfolgen innerhalb der einzelnen Daten alphabetisch sortiert. Tiere sind im Nekrolog für Tiere zu finden.

## Februar
| Tag         | Name                                | Beruf, bekannt als                                       | Alter | Beleg |
| ----------- | ----------------------------------- | -------------------------------------------------------- | ----- | ----- |
| 3. Februar  | John of Gaunt, 1. Duke of Lancaster | Herzog von Lancaster und Guyenne                         | 58    |       |
| 10. Februar | Jean de Murol                       | Bischof von Genf und Saint-Paul-Trois-Châteaux, Kardinal |       |       |

## März
| Tag      | Name                   | Beruf, bekannt als           | Alter | Beleg |
| -------- | ---------------------- | ---------------------------- | ----- | ----- |
| 18. März | Jelena Gruba           | Königin von Bosnien          |       |       |
| 21. März | Eberhard von Attendorn | deutscher Bischof von Lübeck |       |       |

## April
| Tag       | Name                                   | Beruf, bekannt als                      | Alter | Beleg |
| --------- | -------------------------------------- | --------------------------------------- | ----- | ----- |
| 6. April  | Christian V.                           | Graf von Oldenburg (1368–1398)          |       |       |
| 24. April | Philip Darcy, 4. Baron Darcy de Knayth | englischer Adliger, Militär und Richter |       |       |
| 25. April | Widzeld tom Brok                       | ostfriesischer Häuptling                |       |       |

## Mai
| Tag    | Name                  | Beruf, bekannt als   | Alter | Beleg |
| ------ | --------------------- | -------------------- | ----- | ----- |
| 1. Mai | Wilhelm I. zu Castell | deutscher Landesherr |       |       |

## Juni
| Tag      | Name               | Beruf, bekannt als | Alter | Beleg |
| -------- | ------------------ | ------------------ | ----- | ----- |
| 11. Juni | Johann von Neuberg | Bischof von Seckau |       |       |

## Juli
| Tag      | Name                          | Beruf, bekannt als                                | Alter | Beleg |
| -------- | ----------------------------- | ------------------------------------------------- | ----- | ----- |
| 6. Juli  | Martin von Polheim            | 36. Abt des Benediktinerstiftes Kremsmünster      |       |       |
| 11. Juli | Heinrich VIII.                | Herzog von Schlesien-Liegnitz-Brieg               |       |       |
| 13. Juli | Peter Parler                  | deutscher Dombaumeister und Bildhauer             |       |       |
| 14. Juli | Johann Niebur                 | Bürgermeister der Hansestadt Lübeck               |       |       |
| 17. Juli | Hedwig von Anjou              | Tochter des Königs von Polen und Ungarn Ludwig I. | 25    |       |
| 17. Juli | Lamprecht von Brunn           | Bischof von Bamberg, Brixen, Speyer und Straßburg |       |       |
| 20. Juli | William Dacre, 5. Baron Dacre | englischer Adeliger und Politiker                 |       |       |
| 23. Juli | Hugo von Hervorst             | Generalvikar in Köln                              |       |       |

## August
| Tag       | Name                    | Beruf, bekannt als                                                                                    | Alter | Beleg |
| --------- | ----------------------- | --- | ----- | ----- |
| 5. August | Beatrix von Mecklenburg | mecklenburgische Prinzessin und die erste fürstliche Äbtissin im Klarissenkloster Ribnitz (1348–1395) |       |       |

## September
| Tag           | Name                               | Beruf, bekannt als                                                                | Alter | Beleg |
| ------------- | ---------------------------------- | --------------------------------------------------------------------------------- | ----- | ----- |
| 7. September  | Lisa von Lösnich                   | Adlige und die letzte der Stammeslinie des ritterlichen Geschlechts „von Lösnich“ |       |       |
| 22. September | Thomas Mowbray, 1. Duke of Norfolk | 1. Herzog von Norfolk                                                             | 33    |       |

## Oktober
| Tag         | Name              | Beruf, bekannt als                                                                           | Alter | Beleg |
| ----------- | ----------------- | -------------------------------------------------------------------------------------------- | ----- | ----- |
| 3. Oktober  | Eleanor de Bohun  | englische Adlige                                                                             |       |       |
| 5. Oktober  | Raimund von Capua | italienischer Dominikaner und Ordensmeister, Biograf der hl. Katharina von Siena, Seliger    |       |       |
| 29. Oktober | Gjin Bua Shpata   | albanischer Fürst in Ätolien-Akarnanien und Epirus, Despot unter Zar Simeon Uroš Palaiologos |       |       |

## November
| Tag         | Name      | Beruf, bekannt als              | Alter | Beleg |
| ----------- | --------- | ------------------------------- | ----- | ----- |
| 1. November | Johann V. | Herzog der Bretagne (1364–1399) |       |       |

## Dezember
| Tag          | Name               | Beruf, bekannt als                            | Alter | Beleg |
| ------------ | ------------------ | --------------------------------------------- | ----- | ----- |
| 3. Dezember  | Nikola Radonja     | serbischer Magnat, nach 1364 orthodoxer Mönch |       |       |
| 18. Dezember | Eckart von Pernegg | Bischof von Chiemsee                          |       |       |

## Datum unbekannt
| Tag | Name                 | Beruf, bekannt als                               | Alter | Beleg |
| --- | -------------------- | ------------------------------------------------ | ----- | ----- |
|     | Barquq               | Sultan der Mamluken in Ägypten                   |       |       |
|     | Nicolaus Biceps      | tschechischer Theologe und Philosoph             |       |       |
|     | Jacques de Guyse     | franziskanischer Ordensmann, Geschichtsschreiber |       |       |
|     | Otto                 | Fürst von Tarent                                 |       |       |
|     | Margarethe von Stein | Äbtissin des Frauenstifts Kaufungen              |       |       |